# Estat Valencià-Sobirania Valenciana
Estat Valencià-Sobirania Valenciana, (oficialment Sobirania Valenciana/Estat Valencià) fou un partit polític del País Valencià creat el 2006 a Alfafar. Tingué per objectiu la construcció d'una República Valenciana independent i treballa sobre la base dels principis democràtics, socials i ecològics. El seu òrgan s'anomenà La Crida. Formà part, juntament amb Esquerra Valenciana, de Coalició Compromís.

## Participació electoral
A les eleccions generals espanyoles de 2008 formà part de la coalició Per la República Valenciana, juntament amb Esquerra Nacionalista Valenciana i República Valenciana-Partit Valencianista Europeu i hi van obtindre 645 vots (0'02%).
De cara a les eleccions europees de 2009 va projectar presentar-se en coalició amb Estau Aragonés-Tierra Aragonesa, Esquerra Nacionalista Valenciana i República Valenciana - Partit Valencianista Europeu, anomenada "Por las Repúblicas Soberanas de Europa", que finalment demanà el vot nul a les eleccions.
Tot i que en 2010 es va plantejar reeditar la coalició Per la República Valenciana per a les eleccions a les Corts Valencianes de 2011, des de 2011 Estat Valencià-Sobirania Valenciana va participar electoralment a Coalició Compromís, i hi va demanar l'adhesió oficial al març de 2012. El març de 2013 fou ratificat com a membre de ple dret de la coalició, en la qual, juntament amb Esquerra Valenciana, formà part de l'anomenat pol independentista d'esquerres. Tot i tindre poca influència dins de l'organització, es van desmarcar de la coalició electoral És el Moment que va concórrer a les eleccions generals espanyoles de desembre de 2015.
Durant la dècada del 2020 queda inactiu, fins desaparèixer del registre de partits. El 2024, el partit República Valenciana-Partit Valencianiste Europeu canvia la seua denominació per afegir la denominació Estat Valencià i substituïr la de Partit Valencianiste Europeu.